# Cosán
Benito Latras y Loriz, más conocido como "Cosán" (Cos Sant o cuerpo santo) fue un abad del Monasterio de Santa María de Alaón y diputado de las Cortes de Aragón. Se le tiene popularmente como santo, su cuerpo se conservó incorrupto en la cripta del mismo monasterio hasta que fue carbonizado en la Revolución de 1936.

## Biografía
Nació en Torres de Alcanadre hacia 1620 con el nombre de Domingo, hijo de Miguel e Inés. Tomó el hábito benedictino en 1645 adquiriendo el nombre de Benito o Benedicto. El papa Clemente IX le concedió el abadiato del Monasterio de Santa María de Alaón en 1669. Revitalizó la Cofradía de San Esteban, que ya existía desde el Medievo, dejando entrar en su seno a mujeres con voz y voto, algo inaudito ya que hasta ese entonces sólo estaba compuesta de monjes y sacerdotes.
Falleció en Zaragoza siendo depositado su cuerpo en la iglesia de San Pablo (por aquel entonces edificio con rango de catedral), como ya tenía fama de santidad e intuyendo la incorruptibilidad de su cuerpo se llevaron de vuelta sus restos mortales al Monasterio de Alaón.
Sus sucesores en el abadiato incoaron el proceso de beatificación, el cual fue interrumpido tras la desaparición del cenobio cuando la desamortización de Mendizábal.
Su cuerpo incorrupto se destruyó en los tumultos anticatólicos de 1936.

## Leyenda
La presencia de su cuerpo incorrupto generó leyendas en torno a su persona.
Los caminantes que viajaban por el camino que se encuentra al lado del Monasterio pasaban por el peligroso Pas de Escales o de la Trompeta, por eso al pasar por el monasterio arrojaban por la mirilla del ábside monedas y piedra a modo de comunicación y/o plegaria al santo.
En una ocasión visitó el rey estos parajes percatándose de la peligrosidad del Pas de Escales, así pues entregó a Fray Latras una buena suma de dinero para acondicionar el paso. En esos años en la Ribagorza había habido mucha sequía, peste, muerte y hambre. El abad consideró necesario emplear el dinero real en dar de comer a los necesitados antes que arreglar el camino. El rey al enterarse consideró que lo había desobedecido y lo condenó a la horca. Fray Latras pidió que al cabo de treinta años lo desenterraran y que pincharan su brazo izquierdo y, que si salía sangre que lo llevaran a Sopeira para que todos los que transitaran pasaran por encima de sus despojos.
Fray Latras fue enterrado y su petición caída en el olvido. Pasados treinta años un fraile vio que salía del suelo donde fue enterrado una mano con un pergamino en ella. Se desenterró al difunto que estaba tan fresco como el día que fue enterrado. Fue llevado a la iglesia del cenobio donde sus despojos fueron conservados incorruptos.
Se cuenta que uno de sus sucesores en el abadiato, Sebastian Massip, murió por la justicia milagrosa de Cosán, debido a sus graves pecados de nicolaísmo y simonía.